# François de Clermont-Tonnerre
François de Clermont-Tonnerre, comte de Noyon, francoski škof in akademik, * 1629, † 15. februar 1701.